# Axim
Axim – miasto w Regionie Zachodnim, na wybrzeżu Ghany, 63 km na zachód od portowego miasta Takoradi, na południe od drogi wiodącej do granicy z Wybrzeżem Kości Słoniowej i na zachód Przylądka Trzech Punktów. Stolica dystryktu Nzema East.
Axim ma wyróżniający się na wybrzeżu i udostępniony turystom fort San Antonio de Axim, zbudowany przez Portugalczyków i Holendrów w roku 1515. Malownicze wyspy leżą z dala od brzegu, wśród nich jedna z latarnią morską (Bobowasi), inna ze starym podmorskim tunelem do fortu.
Gospodarka miasta uzależniona jest głównie od floty rybackiej, ale Axim dysponuje też dwoma plażami w kurortach, plantacją orzechów kokosowych i kauczuku, stacją transportu, dwoma głównymi oddziałami banku i kilkoma bankami wiejskimi. Miejscowi rzemieślnicy wypłukują złoto w okolicznych strumieniach.
Co roku w sierpniu odbywa się ważne święto Kundum, zbiegając się z najlepszym okresem połowów; ludzie przybywają do Axim świętować, łowić ryby i handlować z kilkoma krajami na wybrzeżu Zatoki Gwinejskiej.
Kulturowo Axim jest częścią grupy Nzema w granicach kultury Akan. Mieszkańcy mówią językami Evalue, Fante oraz angielskim. Najwięcej w mieście jest chrześcijan z ich kościołami, włączając anglikańskie, katolickie, prezbiteriańskie, zielonoświątkowe oraz kilka nowych sekt. W Axim jest mały mahometański meczet i liczne tradycyjne fetysze.
Rodowitym mieszkańcem Axim był Anton Wilhelm Amo (1703–1756), pierwszy czarny filozof, który otrzymał filozoficzną edukację w Europie i opublikował tam dzieła filozoficzne. W Niemczech opublikował Prawa Maurów i wykładał filozofię na uniwersytecie w Jenie.
Kwame Nkrumah – pierwszy prezydent niezależnej Ghany urodził się w małej wsi Nkroful, położonej na zachód Axim i tam pochowany, później jego szczątki przeniesione zostały do Akry. W latach trzydziestych XX wieku Nkrumah pracował jako dyrektor katolickiej szkoły w Axim.